# كافاليرماجوري
كافاليرماجوري هي بلدية في مقاطعة كونيو في منطقة بيدمونت الإيطالية تقع على بعد نحو 40 كيلومتر (25 ميل) جنوب تورينو وحوالي 40 كيلومتر (25 ميل) شمال شرق كونيو.
تقع كافاليرماجوري على حدود البلديات التالية: برا وكافاليرليون و Cherasco ومارين و Monasterolo di Savigliano وراكونيجي و Ruffia و Sanfrè وسافيليانو و Sommariva del Bosco.